# The Ceuticalz
The Ceuticalz（ザ・シューティカルズ）は、徳島県発の日本のポップ・ロック・バンドである。2015年夏、作詞作曲を手がけるボーカルの新田一央を中心に結成された。

## メンバー
- 新田一央（にった かずひろ、1988年4月 - ）[1]
ボーカル、ギター担当[1]。リーダー。福島県出身[1]。歌うことが好きで10歳から作詞作曲を始めた[1]。肘の関節の可動域が広い[1]。 NHKのど自慢に出場経験あり[2]。
- 安東輝（あんどう ひかる、1991年1月 - ）[1]
ギター、コーラス担当[1]。神奈川県出身[1]。中学2年の時に友人に見栄を張って「ギターが弾ける」と嘘をつき、嘘を本当にするためギターを始めた[1]。
- 古関直（こせき なお、1986年8月 - ）[1]
ベース、コーラス担当[1]。静岡県出身[1]。大学デビューでギターを弾いてみたが、性に合わずベースに転向した[1]。北海道・本州・四国・九州すべてに定住経験あり[1]。
- 古関美香（こせき みか、1988年7月 - ）[1]
鍵盤、コーラス担当[1]。和歌山県出身[1]。子供のころから唯一続いた習い事がピアノ[1]。バンドには社会人になってから初めて参加[1]。
- 中村海里（なかむら かいり、1989年5月 - ）[1]
ドラムス、コーラス担当[1]。神奈川県出身[1]。

## 来歴
- 2015年
  - 新田、安東により、毎年8月に徳島大学で開催される"科学体験フェスティバル in 徳島"出展ブース用テーマソングを作成するため結成[1]。
  - 毎年11月にあすたむらんど徳島で開催される"あさんウォーキングフェスタ in いたの"イベントステージに出演[1]。
  - 1st Album "Wonder Walker"リリース[1]。
- 2016年
  - Double A-Side 1st Single "Just Welcome/すだち、ご存知?"リリース[1]。
  - 毎年8月に開催される、徳島では唯一の本格的野外ロックフェスティバルである"エキサイティングサマー・イン・ワジキ"にOPアクトとして出演[1]。
  - 前年に続き、"あさんウォーキングフェスタ in いたの"イベントステージに出演[1]。